# Lucy Heart
Lucy Heart (RSFS de Rusia; 14 de octubre de 1990) es una actriz pornográfica y modelo erótica rusa.

## Biografía
Nació en la República Socialista Federativa Soviética de Rusia en octubre de 1990, un año antes de la desintegración completa de la Unión Soviética. No se conoce mucho sobre Lucy Heart, nombre artístico, anterior a 2012, cuando a sus 22 años debutó como actriz en la industria pornográfica en Europa.
Como actriz, ha grabado para productoras europeas y estadounidenses como Harmony, Marc Dorcel Fantasies, Jules Jordan Video, Mofos, Paradise Film, 21Sextury, Reality Kings, Evil Angel, SexArt, Brazzers, Wicked Pictures o Private, entre otras.
En 2017 recibió su primera nominación en los Premios AVN en la categoría de Mejor escena de sexo en realidad virtual por Being a Porn Performer - 360º.
Un año más tarde recibió otra nominación en la categoría de Mejor escena escandalosa de sexo por Fuck the French.
Ha aparecido en más de 400 películas como actriz.
Algunas películas suyas son Anal Finesse 2, Cara & Lucy Escorts Deluxe, Euro Pickups, Foot Fascination 2, Hardcore Girls, Kinky Games, Mix Snatch 3, Naughty Maids, Parisian Pleasure Seekers o The Night Patrol.

## Premios y nominaciones
| Año  | Ceremonia           | Resultado | Premio                                                       | Trabajo                                         |
| ---- | ------------------- | --------- | ------------------------------------------------------------ | ----------------------------------------------- |
| 2017 | Premios AVN         | Nominada  | Mejor escena de sexo en realidad virtual                     | Being a Porn Performer - 360º                   |
| 2017 | Premios XBIZ        | Nominada  | Mejor escena de sexo en realidad virtual                     | They're Waiting for You: Being a Porn Performer |
| 2018 | Premios AVN         | Nominada  | Mejor escena de sexo en producción extranjera                | Fuck the French                                 |
| 2020 | Premios AVN         | Nominada  | Artista femenina extranjera del año                          | —                                               |
| 2020 | Premios AVN         | Nominada  | Mejor escena de sexo en producción extranjera                | Lucy, the New Secretary                         |
| 2020 | Premios AVN         | Nominada  | Mejor escena de sexo de chico/chica en producción extranjera | The Headmistress and... the Harlots             |
| 2020 | Premios XBIZ Europa | Nominada  | Mejor escena de sexo lésbico                                 | Jia 4 You                                       |
| 2021 | Premios AVN         | Nominada  | Mejor escena de sexo en producción extranjera                | Jacky, Jacquie & Michel Elite                   |